# كلارك غيبل
ويليام كلارك غيبل (بالإنجليزية: Clark Gable)‏ ممثل أمريكي (ولد يوم 1 فبراير من العام 1901 توفي يوم 16 نوفمبر من العام 1960) حصل على جائزة أوسكار 1934 كأفضل ممثل عن دوره في فيلم حدث ذات ليلة كما أنه ترشح لنفس الجائزة عن دوره في فيلم تمرد على السفينة باونتي ، وكذلك دوره في ذهب مع الريح .
وُلد غيبل وترعرع في أوهايو، وسافر إلى هوليوود حيث بدأ مهنته في مجال الأفلام بوظيفة ممثل إضافي في أفلام هوليوود الصامتة بين العامين 1924 و1926. تقدَّم إلى مجال الأدوار المساعدة لشركة مترو غولدوين ماير ودوره البطولة في فيلم دانس، فولز، دانس (ارقصوا أيها الحمقى) لعام 1931 بجانب جوان كراوفورد، التي طلبته للدور. جعله دوره الذي تلاه في فيلم الدراما الرومانسية ريد دست (الغبار الأحمر) (1932) مع أيقونة الإثارة المهيمنة جين هارلو أكبر نجوم شركة مترو غولدوين ماير من الذكور. فاز غيبل بجائزة الأوسكار لأفضل ممثل لفيلم فرانك كابّرا إت هابّند ون نايت (حدث ذات ليلة) (1934)، وشاركه في دور البطولة كلوديت كولبيرت. رُشح لنفس الجائزة لدوره في فيلم موتيني أون ذا باونتي (تمرد على السفينة باونتي) (1935)، سان فرانسيسكو (1936)، ساراتوغا (1937)، تست بّايلوت (طيار الاختبار) (1938)، وبوم تاون (1940)، والذين شاركه فيهم سبّنسر تريسي في دور البطولة.
ظهر غيبل إلى جانب بعض أشهر الممثلات في زمنه. كانت جوان كروفورد ممثلته المفضلة للعمل معها، وشاركها في أفلامها الثمانية. وعملت ميرنا لوي معه لسبع مرات، واقترن مع جان هارلو في ستة إنتاجات. وكذلك مثَّل دور البطولة مع لانا تيرنر في أربعة أفلام طويلة وفي ثلاثة أفلام مع كلٍ من نورما شيرر وآفا غاردنر.
قضى غيبل سنتين يعمل مصورًا جويًا ومدفعيّ طائرة قاصفة في أوروبا خلال الحرب العالمية الثانية. بالرغم من أن أفلامه التي تلت رجوعه لم تتلقى مدحًا نقديًا، فقد نجحت في شبابيك التذاكر. لاقى انتعاشًا نقديًا مع فيلم ذا هوكسترز (الباعة المتجولون) (1947)، وهوم كومينغ (العودة إلى الوطن) (1948) وموغامبو (1953)، الذي برزت فيه للمرة الأولى غريس كيلي. مثَّل دور البطولة لاحقًا في أفلام الحرب وأفلام الغرب الأمريكي، مثل رن سايلنت، رن ديبّ (1958) مع برت لانكستر، وفي أفلام كوميدية قرنته بجيل جديد من السيدات البارزات مثل دوريس داي في تيتشرز بّيت (حيوان الأستاذ الأليف) وصوفيا لورين في إت ستارتد إن نيبّلز (بدأت في نابولي) (1960) ومارلين مونرو في ذا ميسفيستس (1961).
كان غيبل واحدًا من أكثر الفنانين ثباتًا في تاريخ شباك التذاكر، وظَهَر في استطلاع النجوم العشرة الأوائل الأكثر كسبًا للنقود 16 مرة لشركة كويغلي ببليشينغ. اختير ليكون سابع أعظم نجم ذكر في السينما الأمريكية قبل معهد الفيلم الأمريكي.

## النشأة

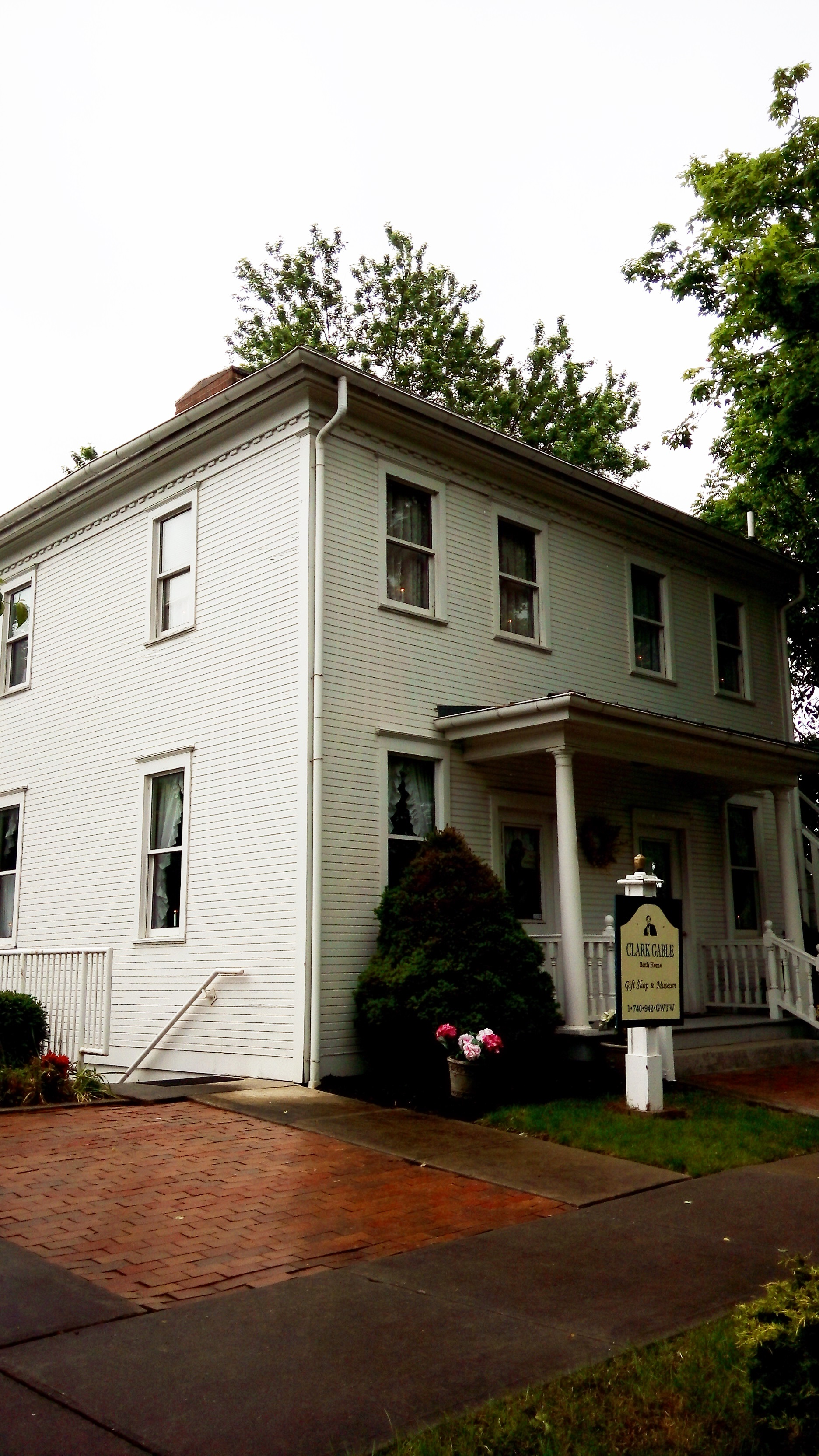
مسقط راس كلارك غيبل في أوهايو، يونبو 2016

وُلد غيبل في 1 فبراير، 1901، في كاديز، أوهايو، لوالديه ويليام هنري «ويل» غيبل (1870-1948)، والذي كان حفّار آبار نفطية، وزوجته آديلين (اسمها قبل الزواج هرشلمان). كان والده بروتستانتيًا ووالدته كاثوليكية. سُمي غيبل باسم ويليام على اسم والده، ولكنه كان يُنادى دائمًا تقريبًا بسام كلارك أو بيلي. وبسبب خط يد الطبيب غير المقروء، فقد سُجِّل بالخطأ ذكرًا وأنثى في سجل المقاطعة؛ صححها الكاتب لاحقًا لتصبح ذكرًا. كانت لديه أصول من ألمان بنسلفانيا، وبلجيكا، وألمانيا.
كان عمر غيبل ستة أشهر عندما تعمَّد في الكنيسة الكاثوليكية الرومانية في دينيسون، أوهايو. توفيت والدته عندما كان عمره عشرة أشهر. رفض والده تربيته على المعتقد الكاثوليكي، ما تسبب بانتقادات من جهة عائلة هرشلمان. حُل النزاع عندما وافق والده على السماح له بقضاء الوقت مع خاله تشارلز هرشلمان وزوجته في مزرعتهما في فّيرنون تاونشيبّ، بنسلفانيا. في إبريل 1903، تزوج والد غيبل جيني دونلابّ (1874-1919).

## من أفلامه
- أصابع الإتهام
- حدث ذات ليلة
- ميلودراما مانهتن
- تمرد على السفينة باونتي
- ذهب مع الريح

## مواقع خارجية
- كلارك غيبل على موقع IMDb (الإنجليزية)
- كلارك غيبل على موقع الموسوعة البريطانية (الإنجليزية)
- كلارك غيبل على موقع روتن توميتوز (الإنجليزية)
- كلارك غيبل على موقع مونزينجر (الألمانية)
- كلارك غيبل على موقع ألو سيني (الفرنسية)
- كلارك غيبل على موقع ميوزك برينز (الإنجليزية)
- كلارك غيبل على موقع تيرنر كلاسيك موفيز (الإنجليزية)
- كلارك غيبل على موقع أول موفي (الإنجليزية)
- كلارك غيبل على موقع قاعدة بيانات برودواي على الإنترنت (الإنجليزية)
- كلارك غيبل على موقع قاعدة بيانات الأفلام السويدية (السويدية)